# مرغ حق طوقی
مرغ حق طوقی (نام علمی: Otus lettia) نام یک گونه از سرده مرغ حق است.